# اشلی کیچن
اشلی کیچن (انگلیسی: Ashley Kitchen؛ زادهٔ ۱۰ اکتبر ۱۹۸۸) بازیکن فوتبال اهل بریتانیا است.
از باشگاه‌هایی که در آن بازی کرده‌است می‌توان به باشگاه فوتبال منزفیلد تاون و باشگاه فوتبال گینزبورو ترینیتی اشاره کرد.